# 徳川宜子
徳川 宜子（とくがわ ことこ、1956年（昭和31年）11月5日 - ）は、日本の建築家。紀州徳川家第19代当主。
第16代当主・徳川頼貞と為子夫妻の孫で、第125代天皇明仁のはとこにあたる。妹に礼子がいる。

## 経歴
東京都出身。紀州徳川家第18代当主・徳川剛と宝子の長女として生まれたが、両親は1965年8月に離婚した。
中学生時代から建築に関心を持つ。1977年に東洋英和女学院短期大学を卒業した後、文化学院で建築を学び、1981年に卒業する。同年、大成建設株式会社に入社する。1985年、大成建設における同僚の石橋利彦と共に株式会社石橋徳川建築設計所を設立する。1988年、東京建築士会評議員。1992年、東京YMCAデザイン研究所講師。建築関係で多数の表彰歴がある。
また、2009年10月1日の朝日新聞のインタビューでは、紀州徳川家の後継について自然の流れに任せると語った。

## 表彰歴
- 1977年 - 枠組壁工法住宅設計競技 1等
- 1981年 - 東京理科大学100周年記念図書館設計競技 佳作
- 1981年 - 第8回日新工業建築設計競技 1等
- 1981年 - 第4回読売住宅設計競技 佳作
- 1982年 - 第5回読売住宅設計競技 3等
- 1985年 - 第1回久保田施工例コンテスト 1等
- 1985年 - 第1回住宅建築賞 受賞
- 1985年 - 関東甲信越建築士会ブロック会賞 受賞
- 1989年 - 第2回久保田施工例コンテスト 入賞
- 1990年 - 第1回畳スペースデザインコンテスト 金賞
- 1992年 - 第8回住宅建築賞 受賞
- 1995年 - 第18回INAXデザインコンテスト 金賞
- 1997年 - 第20回INAXデザインコンテスト 金賞
- 1998年 - 東京電力快適住宅コンテスト 優秀賞
- 1998年 - 銅を用いた建築コンクール 優秀賞
- 1998年 - 第4回松下電器健康な住まいコンテスト 優秀賞

## 著書
- 『建築家のワークスペース─VectorWorks製図ガイド』（石橋利彦との共著）エクシードプレス、2000年　ISBN 4893697706
- 『相関のディテール』（石橋利彦との共著）住まいの図書館出版局、1995年　ISBN 4795208735